# Ambystoma amblycephalum
Ambystoma amblycephalum is een salamander uit de familie molsalamanders (Ambystomatidae).
De soort werd voor het eerst wetenschappelijk beschreven door Edward Harrison Taylor in 1940. Oorspronkelijk werd de wetenschappelijke naam Ambystoma amblycephala gebruikt.

## Verspreiding en leefgebied
Deze soort komt voor delen van zuidelijk Noord-Amerika en leeft endemisch in een klein gebied rondom Tacicuaro, ten noordwesten van Michoacan, westelijk van Morelia in Mexico op een hoogte tot 2000 meter boven zeeniveau.